# Liste des interstates
Il existe 70 autoroutes Interstate primaires dans le Système des Interstate Highway, un réseau d'autoroutes des États-Unis. Ces autoroutes principales sont assignées avec un numéro comptant un ou deux chiffres alors que leurs autoroutes auxiliaires reçoivent un numéro à trois chiffres. Normalement, les autoroutes ayant un numéro impair débutent au sud et se dirigent vers le nord, les plus petits nombres à l'ouest en augmentant vers l'est. Les autoroutes ayant un numéro pair débutent à l'ouest et se dirigent vers l'est, les plus petits nombres au sud en augmentant vers le nord. Les autoroutes ayant un numéro divisible par 5 représentent des autoroutes importantes d'un océan à l'autre ou d'une frontière à l'autre (l'I-10 relie Santa Monica, Californie à Jacksonville, Floride, s'étendant entre les océans Pacifique et Atlantique). Les autoroutes auxiliaires ont un chiffre ajouté en préfixe au numéro de leur autoroute principale.
Il existe cinq routes dont le numéro existe à deux reprises; les autoroutes concernées sont dans différentes régions, réduisant la confusion. En plus des autoroutes principales dans les États-Unis contigus, il y a des interstates indiquées à Hawaï et des interstates non-indiquées en Alaska et à Porto Rico.

## États-Unis contigus
Il y a 70 interstates primaires dans les 48 états contigus des États-Unis. Ce nombre n'inclut pas les autoroutes auxiliaires.
| Numéro | Longueur (mi) | Longueur (km) | Terminus sud / ouest                                                                | Terminus nord / est                                                                | Créée | Notes |
| ------ | ------------- | ------------- | ----------------------------------------------------------------------------------- | ---------------------------------------------------------------------------------- | ----- | --- |
| I-2    | 46,80         | 75,32         | US 83 à Peñitas, TX                                                                 | I-69E / US 77 / US 83 à Harlingen, TX                                              | 2013  | Texas seulement Autoroutes auxiliaires: aucune |
| I-4    | 132,30        | 212,92        | I-275 à Tampa, FL                                                                   | I-95 / SR 400 à Daytona Beach, FL                                                  | 1959  | Floride seulement Autoroutes auxiliaires: aucune |
| I-5    | 1 381,29      | 2 222,97      | Fed. 1 (en) à la frontière mexicaine à San Ysidro, CA                               | BC 99 à la frontière canadienne à Blaine, WA                                       | 1956  | Dessert trois états: Californie, Oregon, Washington Autoroutes auxiliaires: I-105, I-205, I-405, I-505, I-605, I-705, I-805 |
| I-8    | 348,25        | 560,45        | Sunset Cliffs Boulevard / Nimitz Boulevard à San Diego, CA                          | I-10 à Casa Grande, AZ                                                             | 1964  | Dessert deux états: Californie, Arizona Autoroutes auxiliaires: aucune |
| I-10   | 2 460,34      | 3 959,53      | SR 1 à Santa Monica, CA                                                             | I-95 / US 17 / SR 228 (en) à Jacksonville, FL                                      | 1957  | Dessert huit états: Californie, Arizona, Nouveau-Mexique, Texas, Louisiane, Mississippi, Alabama, Floride Autoroutes auxiliaires: I-110, I-210, I-310, I-410, I-510, I-610, I-710 |
| I-11   | 22,60         | 36,37         | US 93 à la frontière avec l'Arizona près de Boulder City, NV                        | I-215 / I-515 / US 93 / US 95 / SR 564 (en) à Henderson, NV                        | 2017  | Nevada seulement; prévue en Arizona Autoroutes auxiliaires: aucune |
| I-12   | 85,59         | 137,74        | I-10 à Baton Rouge, LA                                                              | I-10 / I-59 à Slidell, LA                                                          | 1967  | Louisiane seulement Autoroutes auxiliaires: aucune |
| I-14   | 25,10         | 40,39         | US 190 / SH 9 (en) à Copperas Cove, TX                                              | I-35 à Belton, TX                                                                  | 2017  | Texas seulement; prévue dans quatre autres états: Louisiane, Mississippi, Alabama, Géorgie Autoroutes auxiliaires: aucune; Planifiées: I-14N au Texas, I-14S au Texas, I-214 au Texas |
| I-15   | 1 433,52      | 2 307,03      | I-8 / SR 15 (en) à San Diego, CA                                                    | Hwy. 4 à la frontière canadienne à Sweetgrass, MT                                  | 1957  | Dessert six états: Californie, Nevada, Arizona, Utah, Idaho, Montana Autoroutes auxiliaires: I-115, I-215, I-315, I-515 |
| I-16   | 166,81        | 268,45        | I-75 à Macon, GA                                                                    | SR 404 (en) et Montgomery Street / Martin Luther King Jr. Boulevard à Savannah, GA | 1966  | Géorgie seulement Autoroutes auxiliaires: I-516 |
| I-17   | 145,76        | 234,58        | I-10 / US 60 à Phoenix, AZ                                                          | I-40 / SR 89A (en) à Flagstaff, AZ                                                 | 1961  | Arizona seulement Autoroutes auxiliaires: aucune |
| I-19   | 63,35         | 101,95        | I-19 BS à Nogales, AZ                                                               | I-10 à Tucson, AZ                                                                  | 1972  | Arizona seulement Autoroutes auxiliaires: aucune Utilise les kilomètres au lieu des miles |
| I-20   | 1 539,38      | 2 477,39      | I-10 à Scroggins Draw, TX                                                           | I-95 à Florence, SC                                                                | 1957  | Dessert six états: Texas, Louisiane, Mississippi, Alabama, Géorgie, Caroline du Sud Autoroutes auxiliaires: I-220, I-520, I-820 |
| I-22   | 202,22        | 325,44        | I-269 / US 78 près de Byhalia, MS                                                   | I-65 / US 31 à Birmingham, AL                                                      | 2012  | Dessert deux états: Mississippi, Alabama Autoroutes auxiliaires: aucune; Planifiées: I-222, I-422 |
| I-24   | 316,36        | 509,13        | I-57 à Pulley's Mill, IL                                                            | I-75 à Chattanooga, TN                                                             | 1962  | Dessert quatre états: Illinois, Kentucky, Tennessee, Géorgie Autoroute auxiliaire: I-124 |
| I-25   | 1 061,67      | 1 708,59      | I-10 / US 85 / US 180 à Las Cruces, NM                                              | I-90 / US 87 à Buffalo, WY                                                         | 1957  | Dessert trois états: Nouveau-Mexique, Colorado, Wyoming Autoroute auxiliaire: I-225 |
| I-26   | 304,64        | 490,27        | US 11W / US 23 à Kingsport, TN                                                      | US 17 à Charleston, SC                                                             | 1960  | Dessert trois états: Tennessee, Caroline du Nord, Caroline du Sud Autoroutes auxiliaires: I-126, I-526 |
| I-27   | 124,13        | 199,77        | US 87 / Loop 289 (en) à Lubbock, TX                                                 | I-40 / US 87 / US 287 / US 60 à Amarillo, TX                                       | 1969  | Texas seulement; prévue au Nouveau-Mexique Autoroutes auxiliaires: aucune |
| I-29   | 755,51        | 1 215,88      | I-35 / I-70 / US 24 / US 40 / US 71 à Kansas City, MO                               | US 81 et PTH 75 à la frontière canadienne à Pembina, ND                            | 1958  | Dessert quatre états: Missouri, Iowa, Dakota du Sud, Dakota du Nord Autoroutes auxiliaires: I-129, I-229 |
| I-30   | 366,76        | 590,24        | I-20 à Fort Worth, TX                                                               | I-40 / US 65 / US 67 / US 167 à North Little Rock, AR                              | 1957  | Dessert deux états: Texas, Arkansas Autoroutes auxiliaires: I-430, I-530, I-630 |
| I-35   | 1 568,38      | 2 524,06      | US 83 / SH 359 (en) / I-35 BS et Fed. 85 (en) à la frontière mexicaine à Laredo, TX | MN 61 (en) / LSCT (en) / 26th Avenue à Duluth, MN                                  | 1956  | Dessert six états: Texas, Oklahoma, Kansas, Missouri, Iowa, Minnesota Autoroutes auxiliaires: I-35E, I-35W, I-135, I-235, I-335, I-435, I-535, I-635 |
| I-37   | 143,00        | 230,14        | US 181 à Corpus Christi, TX                                                         | I-35 / US 281 à San Antonio, TX                                                    | 1959  | Texas seulement Autoroutes auxiliaires: aucune |
| I-39   | 306,14        | 492,68        | I-55 à Normal, IL                                                                   | WIS 29 (en) / US 51 à Wausau, WI                                                   | 1984  | Dessert deux états: Illinois, Wisconsin Autoroutes auxiliaires: aucune |
| I-40   | 2 556,61      | 4 114,46      | I-15 à Barstow, CA                                                                  | US 117 / NC 132 (en) à Wilmington, NC                                              | 1964  | Dessert huit états: Californie, Arizona, Nouveau-Mexique, Texas, Oklahoma, Arkansas, Tennessee, Caroline du Nord Autoroutes auxiliaires: I-140, I-240, I-440, I-540, I-640, I-840 |
| I-41   | 175,00        | 281,64        | I-94 / US 41 à Russell, IL                                                          | I-43 / US 41 / US 141 à Howard, WI                                                 | 2015  | Dessert deux états: Illinois, Wisconsin Autoroutes auxiliaires: aucune |
| I-42   | 142,00        | 228,53        | I-40 / US 70 à Garner, NC                                                           | US 70 à Morehead City, NC                                                          | —     | Future Interstate, ne desservira que la Caroline du Nord Autoroutes auxiliaires: aucune |
| I-43   | 191,55        | 308,27        | I-39 / I-90 à Beloit, WI                                                            | I-43 / US 41 / US 141 à Howard, WI                                                 | 1981  | Wisconsin seulement Autoroutes auxiliaires: aucune |
| I-44   | 636,69        | 1 024,65      | US 82 / US 277 / US 281 / US 287 à Wichita Falls, TX                                | I-70 à Saint-Louis, MO                                                             | 1958  | Dessert trois états: Texas, Oklahoma, Missouri Autoroutes auxiliaires: I-244, I-444 |
| I-45   | 284,91        | 458,52        | SH 87 (en) à Galveston, TX                                                          | I-30 / US 67 / US 75 à Dallas, TX                                                  | 1971  | Texas seulement Autoroutes auxiliaires: I-345 |
| I-49   | 528,02        | 849,77        | I-10 à Lafayette, LA                                                                | I-435 / I-470 / US 50 / US 71 à Kansas City, MO                                    | 1984  | Dessert trois états: Louisiane, Arkansas, Missouri Autoroutes auxiliaires: aucune |
| I-55   | 964,25        | 1 551,81      | I-10 à LaPlace, LA                                                                  | US 41 à Chicago, IL                                                                | 1960  | Dessert six états: Louisiane, Mississippi, Tennessee, Arkansas, Missouri, Illinois Autoroutes auxiliaires: I-155, I-255, I-355, I-555 |
| I-57   | 386,12        | 621,40        | I-55 à Miner, MO                                                                    | I-94 à Chicago, IL                                                                 | 1965  | Dessert deux états: Missouri, Illinois; prévue en Arkansas Autoroutes auxiliaires: aucune |
| I-59   | 445,23        | 716,53        | I-10 / I-12 à Slidell, LA                                                           | I-24 à Wildwood, GA                                                                | 1960  | Dessert quatre états: Louisiane, Mississippi, Alabama, Géorgie Autoroutes auxiliaires: I-359, I-459, I-759 |
| I-64   | 963,52        | 1 550,64      | I-70 / US 61 à Wentzville, MO                                                       | I-264 / I-664 à Chesapeake, VA                                                     | 1961  | Dessert six états: Missouri, Illinois, Indiana, Kentucky, Virginie-Occidentale, Virginie Autoroutes auxiliaires: I-264, I-464, I-564, I-664 |
| I-65   | 887,30        | 1 427,97      | I-10 à Mobile, AL                                                                   | US 12 / US 20 à Gary, IN                                                           | 1958  | Dessert quatre états: Alabama, Tennessee, Kentucky, Indiana Autoroutes auxiliaires: I-165, I-265, I-465, I-565, I-865 |
| I-66   | 76,28         | 122,76        | I-81 à Front Royal, VA                                                              | US 29 à Washington, D.C.                                                           | 1961  | Dessert Washington D.C. et un état: Virginie Autoroutes auxiliaires: aucune |
| I-68   | 113,15        | 182,10        | I-79 à Morgantown, WV                                                               | I-70 à Hancock, MD                                                                 | 1991  | Dessert deux états: Virginie-Occidentale, Maryland Autoroutes auxiliaires: Aucune |
| I-69   | 721,57        | 1 161,25      | US 59 à Rosenberg, TX                                                               | Autoroute 402 à la frontière canadienne à Port Huron, MI                           | 1957  | Non complétée au Texas, Mississippi, Tennessee et IndianaDessert six états: Texas, Mississippi, Tennessee, Kentucky, Indiana, Michigan. Prévue / débutée dans deux autres: Louisiane, Arkansas Autoroutes auxiliaires: I-69C, I-69E, I-69W, I-169, I-269, I-369, I-469; Prévue: I-169 au Tennessee, I-369 au Kentucky, I-569 au Kentucky                     |
| I-70   | 2 172,16      | 3 495,75      | I-15 à Cove Fort, UT                                                                | Stationnement incitatif à Baltimore, MD                                            | 1956  | Dessert dix états: Utah, Colorado, Kansas, Missouri, Illinois, Indiana, Ohio, Virginie-Occidentale, Pennsylvanie, Maryland Autoroutes auxiliaires: I-170, I-270, I-370, I-470, I-670 |
| I-71   | 345,57        | 556,14        | I-64 à Louisville, KY                                                               | I-90 à Cleveland, OH                                                               | 1959  | Dessert deux états: Kentucky, Ohio Autoroutes auxiliaires: I-271, I-471 |
| I-72   | 179,29        | 288,54        | US 61 à Hannibal, MO                                                                | Church Street et University Avenue à Champaign, IL                                 | 1970  | Dessert deux états: Missouri, Illinois Autoroute auxiliaire: I-172 |
| I-73   | 99,43         | 160,02        | US 220 près de Stokesdale, NC                                                       | I‑74 et US 220 à Randleman, NC                                                     | 1997  | Caroline du Nord seulement; prévue dans cinq autres états: Caroline du Sud, Virginie, Virginie-Occidentale, Ohio, Michigan Autoroutes auxiliaires: aucune |
| I-74   | 491,74        | 791,38        | I-80 à Bettendorf, IA                                                               | US 74 / NC 41 (en) près de Lumberton, NC                                           | 1974  | Dessert cinq états: Iowa, Illinois, Indiana, Ohio, Caroline du Nord; prévue dans trois autres: Virginie-Occidentale, Virginie, Caroline du Sud Autoroutes auxiliaires: I-474; Prévue: I-274 en Caroline du Nord |
| I-75   | 1 786,47      | 2 875,04      | SR 826 / SR 916 (en) / SR 924 (en) à Miami Lakes, FL                                | Frontière canadienne à Sault Sainte-Marie, MI                                      | 1958  | Dessert six états: Floride, Géorgie, Tennessee, Kentucky, Ohio, Michigan Autoroutes auxiliaires: I-175, I-275, I-375, I-475, I-575, I-675 |
| I-76   | 186,48        | 300,11        | I-70 à Denver, CO                                                                   | I-80 à Big Springs, NE                                                             | 1975  | Dessert deux états: Colorado, Nebraska Autoroutes auxiliaires: aucune |
| I-76   | 435,66        | 701,13        | I-71 à Westfield Center, OH                                                         | I-295 à Bellmawr, NJ                                                               | 1964  | Dessert trois états: Ohio, Pennsylvanie, New Jersey Autoroutes auxiliaires: I-176, I-276, I-376, I-476, I-676 |
| I-77   | 610,10        | 981,86        | I-26 à Columbia, SC                                                                 | I-90 à Cleveland, OH                                                               | 1958  | Dessert cinq états: Caroline du Sud, Caroline du Nord, Virginie, Virginie-Occidentale, Ohio Autoroute auxiliaire: I-277 |
| I-78   | 146,28        | 235,41        | I-81 à Jonestown, PA                                                                | Canal Street à New York, NY                                                        | 1957  | Dessert trois états: Pennsylvanie, New Jersey, New York Autoroutes auxiliaires: I-278, I-478, I-678, I-878 |
| I-79   | 343,46        | 552,75        | I-77 à Charleston, WV                                                               | PA 5 (en) à Érié, PA                                                               | 1967  | Dessert deux états: Virginie-Occidentale, Pennsylvanie Autoroutes auxiliaires: I-279, I-579 |
| I-80   | 2 899,59      | 4 666,44      | US 101 à San Francisco, CA                                                          | I-95 à Teaneck, NJ                                                                 | 1956  | Dessert onze états: Californie, Nevada, Utah, Wyoming, Nebraska, Iowa, Illinois, Indiana, Ohio, Pennsylvanie, New Jersey Autoroutes auxiliaires: I-180, I-238, I-280, I-380, I-480, I-580, I-680, I-780, I-880, I-980 |
| I-81   | 855,02        | 1 376,02      | I-40 à Dandridge, TN                                                                | Frontière canadienne à Wellesley Island, NY                                        | 1961  | Dessert six états: Tennessee, Virginie, Virginie-Occidentale, Maryland, Pennsylvanie, New York Autoroutes auxiliaires: I-381, I-481, I-581, I-781 |
| I-82   | 143,58        | 231,07        | I-90 à Ellensburg, WA                                                               | I-84 à Hermiston, OR                                                               | 1957  | Dessert deux états: Oregon, Washington Autoroute auxiliaire: I-182 |
| I-83   | 85,03         | 136,84        | President Street et Fayette Street à Baltimore, MD                                  | I-81 à Harrisburg, PA                                                              | 1959  | Dessert deux états: Maryland, Pennsylvanie Autoroute auxiliaire: I-283 |
| I-84   | 769,62        | 1 238,58      | I-5 à Portland, OR                                                                  | I-80 à Echo, UT                                                                    | 1980  | Dessert trois états: Oregon, Idaho, Utah Autoroute auxiliaire: I-184 |
| I-84   | 232,71        | 374,51        | I-81 à Scranton, PA                                                                 | I-90 à Sturbridge, MA                                                              | 1963  | Dessert quatre états: Pennsylvanie, New York, Connecticut, Massachusetts Autoroutes auxiliaires: I-384, I-684 |
| I-85   | 666,05        | 1 071,90      | I-65 à Montgomery, AL                                                               | I-95 à Petersburg, VA                                                              | 1958  | Dessert cinq états: Alabama, Géorgie, Caroline du Sud, Caroline du Nord, Virginie Autoroutes auxiliaires: I-185, I-285, I-385, I-485, I-585, I-785, I-885, I-985; Future : I-685 en Alabama et en Caroline du Nord |
| I-86   | 62,85         | 101,15        | I-84 près de Declo, ID                                                              | I-15 à Chubbuck, ID                                                                | 1980  | Idaho seulement Autoroutes auxiliaires: aucune |
| I-86   | 223,39        | 359,51        | I-90 près de North East, PA                                                         | NY 17 (en) / NY 79 (en) à Windsor, NY                                              | 1999  | Non-complétée à New YorkDessert deux états: Pennsylvanie, New York Autoroutes auxiliaires: aucune |
| I-87   | 12,90         | 20,76         | I-440 / US 64 / US 264 à Raleigh, NC                                                | US 64 / US 264 à Wendell, NC                                                       | 2017  | Caroline du Nord seulement; prévue dans un autre état: Virginie Autoroute auxiliaire: I-587 Plus courte autoroute inter-États des États-Unis contigus |
| I-87   | 333,49        | 536,70        | I-278 à New York, NY                                                                | A-15 à la frontière canadienne à Champlain, NY                                     | 1957  | New York seulement Autoroutes auxiliaires: I-287, I-787 |
| I-88   | 140,60        | 226,27        | I-80 / IL 92 (en) à East Moline, IL                                                 | I-290 / IL 110 (en) à Hillside, IL                                                 | 1987  | Illinois seulement Autoroutes auxiliaires: aucune |
| I-88   | 117,75        | 189,50        | I-81 à Binghamton, NY                                                               | I-90 à Schenectady, NY                                                             | 1968  | New York seulement Autoroutes auxiliaires: aucune |
| I-89   | 191,12        | 307,58        | I-93 / NH-3A (en) à Bow, NH                                                         | Route 133 / Future A-35 à la frontière canadienne à Highgate, VT                   | 1960  | Dessert deux états: New Hampshire, Vermont Autoroute auxiliaire: I-189 |
| I-90   | 3 020,44      | 4 860,93      | SR 519 (en) / 4th Avenue / Edgar Martinez Drive à Seattle, WA                       | Route 1A (en) à Boston, MA                                                         | 1956  | Dessert treize états: Washington, Idaho, Montana, Wyoming, Dakota du Sud, Minnesota, Wisconsin, Illinois, Indiana, Ohio, Pennsylvanie, New York, Massachusetts Autoroutes auxiliaires: I-190, I-290, I-390, I-490, I-590, I-690, I-790, I-890, I-990 Plus longue autoroute inter-États                                                                       |
| I-91   | 290,37        | 467,31        | I-95 à New Haven, CT                                                                | A-55 à la frontière canadienne à Derby Line, VT                                    | 1958  | Dessert trois états: Connecticut, Massachusetts, Vermont Autoroutes auxiliaires: I-291, I-391, I-691 |
| I-93   | 189,95        | 305,69        | I-95 / US 1 à Canton, MA                                                            | I-91 à Saint-Johnsbury, VT                                                         | 1957  | Dessert trois états: Massachusetts, New Hampshire, Vermont Autoroutes auxiliaires: I-293, I-393 |
| I-94   | 1 585,20      | 2 551,13      | I-90 à Lockwood, MT                                                                 | Autoroute 402 à la frontière canadienne à Port Huron, MI                           | 1956  | Dessert sept états: Montana, Dakota du Nord, Minnesota, Wisconsin, Illinois, Indiana, Michigan Autoroutes auxiliaires: I-194, I-294, I-394, I-494, I-694, I-794, I-894 |
| I-95   | 1 919,31      | 3 088,83      | US 1 à Miami, FL                                                                    | Route 95 à la frontière canadienne à Houlton, ME                                   | 1957  | Dessert Washington D.C. et quinze états: Floride, Géorgie, Caroline du Sud, Caroline du Nord, Virginie, Maryland, Delaware, Pennsylvanie, New Jersey, New York, Connecticut, Rhode Island, Massachusetts, New Hampshire, Maine Autoroutes auxiliaires: I-195, I-295, I-395, I-495, I-595, I-695, I-795, I-895 Longest primary north-south Interstate highway |
| I-96   | 192,06        | 309,09        | US 31 à Norton Shores, MI                                                           | I-75 à Détroit, MI                                                                 | 1959  | Michigan seulement Autoroutes auxiliaires: I-196, I-296, I-496, I-696 |
| I-97   | 17,62         | 28,36         | US 50 à Annapolis, MD                                                               | I-695 / I-895 à Glen Burnie, MD                                                    | 1987  | Maryland seulement Autoroutes auxiliaires: aucune |
| I-99   | 98,34         | 158,26        | I-70 / I-76 à Bedford, PA                                                           | I-86 / NY 17 (en) à Painted Post, NY                                               | 1998  | Non-complétée en PennsylvanieDessert deux états: Pennsylvanie, New York Autoroutes auxiliaires: aucune |
|        |               |               |                                                                                     |                                                                                    |       | |

## Autres régions
En plus des 48 états contigus, les autoroutes Interstate sont à Hawaï, en Alaska et à Porto Rico. La Federal Highway Administration finance quatre routes en Alaska et trois routes à Porto Rico de la même manière que pour le reste du système des Interstate. Cependant, ces routes n'ont pas l'obligation de remplir les mêmes standards que les autres routes.

### Hawaï

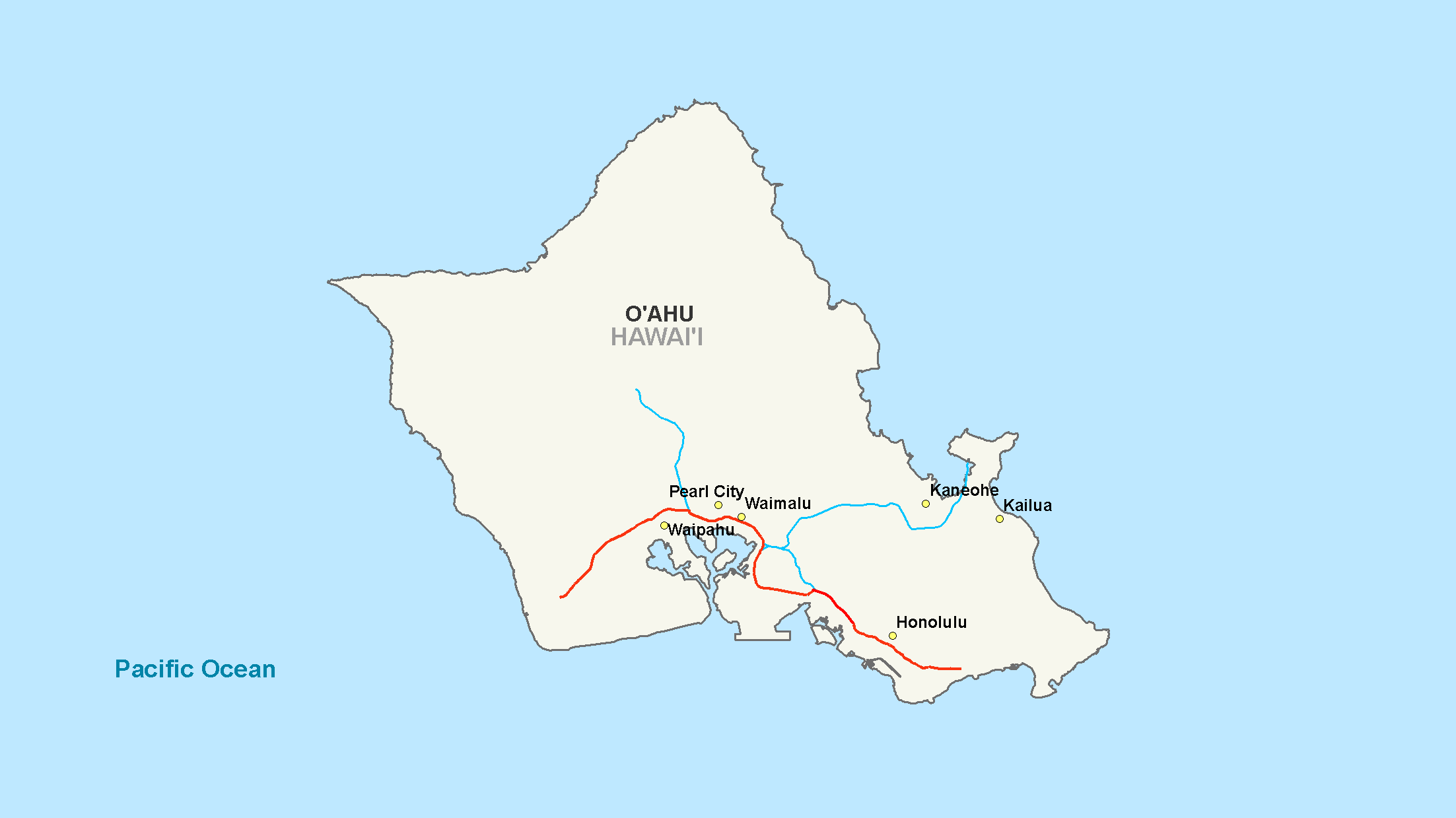
Carte des autoroutes Inter-États d'Hawaï

Les autoroutes Interstate sur l'île d'Oʻahu sont indiqués avec le bouclier standard sur lequel la lettre "H-" est ajoutée en préfixe. Elles sont des autoroutes construites selon les mêmes standards que les 70 autoroutes dans les états contigus.
| Numéro | Longueur (mi) | Longueur (km) | Terminus sud / ouest    | Terminus nord / est      | Créée | Notes                       |
| ------ | ------------- | ------------- | ----------------------- | ------------------------ | ----- | --------------------------- |
| H-1    | 27,16         | 43,71         | Route 93 (en) à Kapolei | Route 72 (en) à Honolulu | 1960  | Autoroute auxiliaire: H-201 |
| H-2    | 8,33          | 13,41         | H-1 à Pearl City        | Route 99 (en) à Wahiawa  | 1960  |                             |
| H-3    | 15,32         | 24,66         | H-1 / H-201 à Halawa    | Marine Corps Base Hawaii | 1997  |                             |
|        |               |               |                         |                          |       |                             |

### Alaska

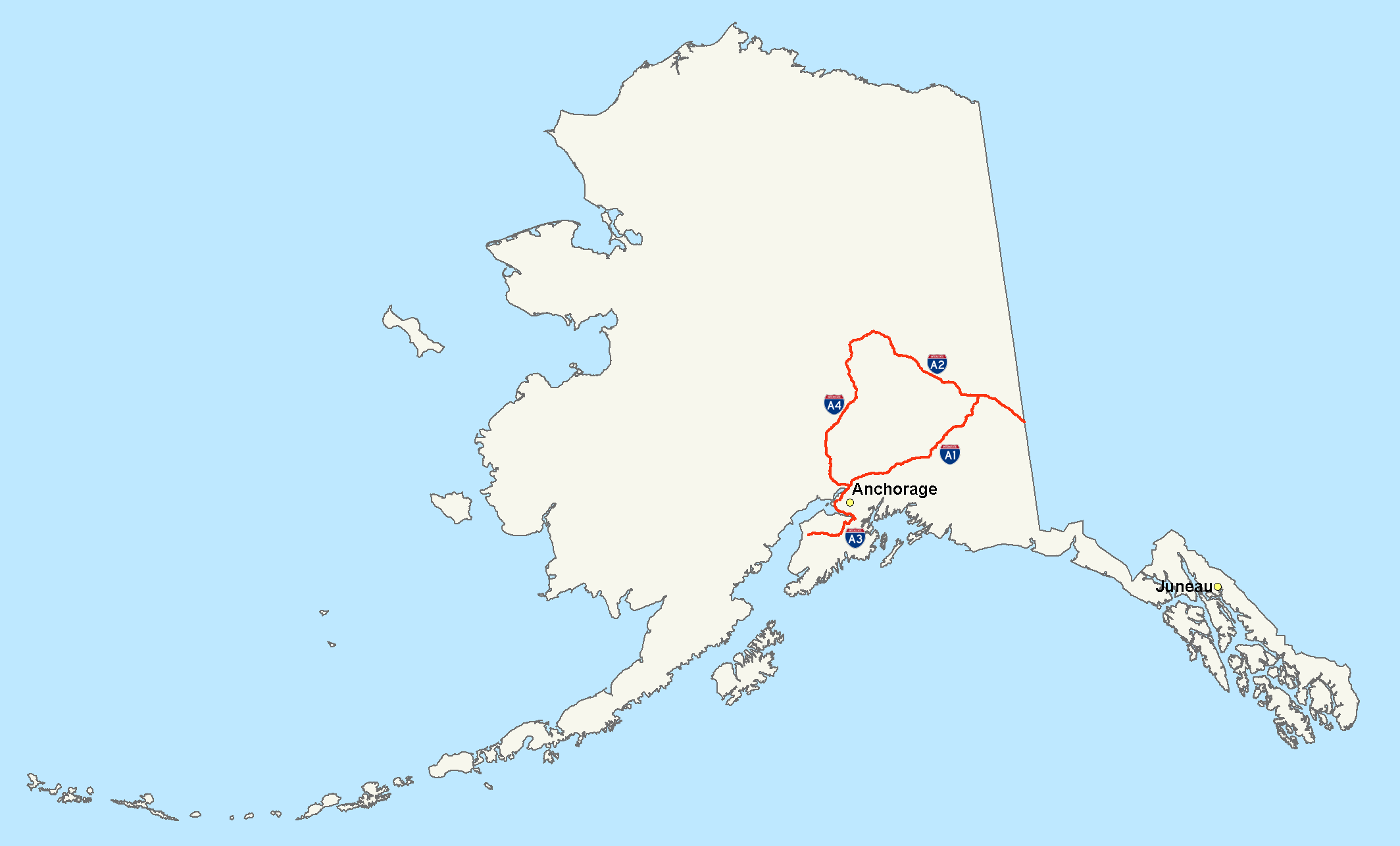
Carte des autoroutes inter-États d'Alaska

Les autoroutes Interstate d'Alaska ne sont pas indiqués comme tel, mais elles ont toutes des numéros de route d'État qui ne sont pas les mêmes numéros que ceux du système des Interstates.
| Numéro | Longueur (mi) | Longueur (km) | Terminus sud / ouest    | Terminus nord / est                 | Créée | Notes                                                          |
| ------ | ------------- | ------------- | ----------------------- | ----------------------------------- | ----- | -------------------------------------------------------------- |
| A-1    | 408,23        | 656,98        | Anchorage               | Frontière canadienne à Alcan Border | 1976  | Glenn Highway, Richardson Highway, Tok Cut-Off, Alaska Highway |
| A-2    | 202,18        | 325,38        | Tok                     | Fairbanks                           | 1976  | Alaska Highway, Richardson Highway                             |
| A-3    | 148,12        | 238,38        | Soldotna                | Anchorage                           | 1976  | Seward Highway, Sterling Highway                               |
| A-4    | 323,69        | 520,93        | Gateway, près de Palmer | Fairbanks                           | 1976  | Parks Highway                                                  |
|        |               |               |                         |                                     |       |                                                                |

### Porto Rico

Carte des autoroutes inter-États de Porto Rico

Comme en Alaska, Porto Rico identifie ses autoroutes Interstate comme des routes territoriales et les numéros ne concordent par. La plupart de celles-ci sont des routes à péage aux standards autoroutiers.
| Numéro | Longueur (mi) | Longueur (km) | Terminus sud / ouest | Terminus nord / est | Créée | Notes         |
| ------ | ------------- | ------------- | -------------------- | ------------------- | ----- | ------------- |
| PR-1   | 71,08         | 114,39        | PR-2 à Ponce         | PR-2 à San Juan     | 1976  | Suit la PR-52 |
| PR-2   | 138,13        | 222,30        | PR-1 à Ponce         | PR-3 à San Juan     | 1976  | Suit la PR-22 |
| PR-3   | 40,56         | 65,27         | PR-3 à Humacao       | PR-2 à San Juan     | 1976  | Suit la PR-53 |
|        |               |               |                      |                     |       |               |